# Anna Mannheimer
Anna Franciska Mannheimer, född 5 juli 1963 i Örgryte församling i Göteborg, är en svensk programledare, komiker och journalist.
Åren 2017–2021 ledde hon tillsammans med komikern och skådespelerskan Mia Skäringer podcasten "Skäringer & Mannheimer", som blev Sveriges största kommersiella podcast. Mannheimer är också en av medlemmarna i ”Rally-gänget”, bland annat känd som karaktären Väder-Annika. Hon är även känd som programledare i radio och tv, exempelvis från Let's Go, DHH – Detta har hänt med Erik Blix samt Mannheimer och Tengby med Tomas Tengby. Hon gjorde ett litet inhopp i tv-serien Svenska hjärtan, då under namnet Franciska Mannheimer.

## Utmärkelser
År 2016 fick hon utmärkelsen Göteborgs Spårvägars Kulturpris. Förutom sitt namn på en spårvagn får kulturpristagaren 10 000 kronor och en skulptur skapad av formgivaren Carl-Johan Skogh.
Mannheimers namn pryder spårvagn M32, 423. Mannheimer leder den grupp som delar ut det årliga priset från Carin Mannheimers minnesfond.

## Familj
Anna Mannheimer, som ursprungligen kallades Franciska, är dotter till juristen och kommunalpolitikern Sören Mannheimer och regissören Carin Mannheimer, ogift Jacobson, samt kusin till Clara Mannheimer och sondotter till advokaten Love Mannheimer. Släkt med jazzmusikern Göran Mannheimer, känd för att ha spelat in den första Kalle Sändare-inspelningen. Hon är gift med Peter Apelgren och satte tillsammans med honom upp föreställningarna Gift (2010), Kids (2013) och Döden – andra sidan e ni klara? (2018).

## Tv-program
- Parasit-TV (2001)
- Popcorn (2003–2005)
- Anna på nya äventyr
- 2016–2019 – Tror du jag ljuger (TV-serie)